# B-36 (1958)
B-36 – radziecki okręt podwodny dalekiego zasięgu z napędem diesel-elektrycznym, projektu 641 (NATO: Foxtrot). 1 października 1962 roku B-36, wraz z B-4, B-59 oraz B-130 tego samego typu, wypłynął z bazy na półwyspie Kolskim udając się w rejon Karaibów w misji wsparcia dostawy broni na Kubę w ramach radzieckiej operacji Anadyr. Oprócz konwencjonalnych torped, każdy z tych okrętów wyposażony był w jedną torpedę z głowicą jądrową o mocy 11 kT. W trakcie wywołanego radziecką operacją kryzysu kubańskiego, wszystkie radzieckie okręty zostały wykryte przez amerykańskie siły przeciwpodwodne i zmuszone do wynurzenia za pomocą niewielkich ładunków wybuchowych używanych jako granaty dźwiękowe.

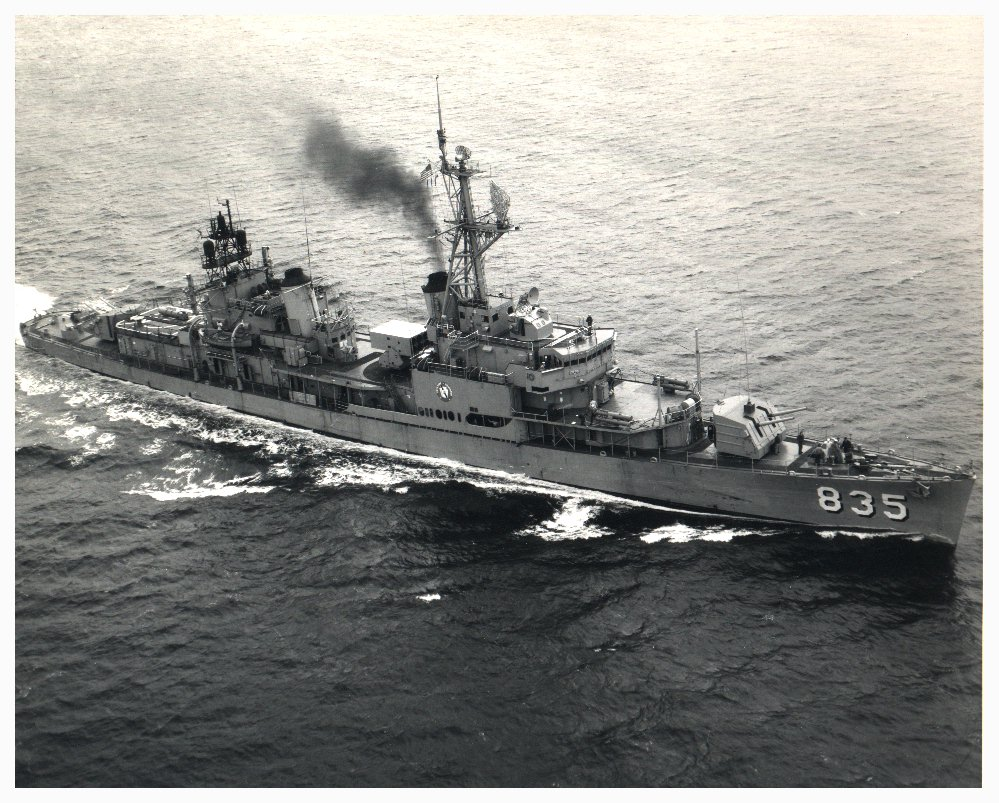
USS „Charles P. Cecil” (DD-835) typu Gearing

B-36 został wykryty 28 października 1962 roku przez amerykański niszczyciel USS „Charles P. Cecil” (DD-835) będący w drodze w celu połączenia się z grupą lotniskowca „Essex” (CV-9), za pomocą radaru który wykrył częściowo wystający nad powierzchnię wody kiosk okrętu podwodnego. Urządzenie wykrywające emisję elektromagnetyczną radaru, w które wyposażony był radziecki okręt nie wykryło radaru amerykańskiego okrętu, jednakże szybko płynący niszczyciel został wykryty przez sonar pasywny jednostki radzieckiej, która zanurzyła się, pozostając w zanurzeniu przez 35 godzin. Wkrótce po zanurzeniu się B-36, „Charles P. Cecil” utracił z nim kontakt na skutek awarii sonaru. Po przywróceniu sprawności urządzenia, radziecka jednostka została ponownie odnaleziona, a kontakt udało się utrzymać aż do wynurzenia się B-36, kiedy zmuszony został do wypłynięcia na powierzchnię wskutek wyczerpania niepełnych już wcześniej akumulatorów oraz wyczerpania załogi. Przez następne 36 godzin, radziecki okręt na powierzchni w obecności amerykańskiego niszczyciela ładował akumulatory, załoga zaś modyfikowała w tym czasie okrętowy holowany pozorator, dostosowując częstotliwość jego pracy do częstotliwości pracy sonaru amerykańskiego niszczyciela. Po zakończeniu tych czynności, B-36 zanurzył się i uruchomił pozorator. Skutkiem tego, "Charles P. Cecil" nie był w stanie ponownie odnaleźć radzieckiego okrętu, który odpłynął.